# Beholder (vállalkozás)
A Beholder Kft. egy magyar könyvkiadó és játékfejlesztő cég, amely Tihor Miklós és Mazán Zsolt által 1992-ben alapított Beholder Bt.-ből alakult 1997-ben. Az amerikai garázscégekhez hasonlóan két lelkes fiatal programozó indította el egy néhány négyzetméteres szobában, és onnan vált a 90-es évek meghatározó hazai szerepjátékipari cégévé. A szerepjáték hullám lecsengése után veszített lendületéből, de mai napig azon kevés hazai szerepjátékra épülő vállalkozásokhoz tartozik, amely működőképes tudott maradni a maga területén. Kezdetben a levelezős szerepjáték volt a cég fő profilja, de ma már követve a változásokat, a nyomtatott termékek helyett az online játékokon van a hangsúly. A céget a Dungeons&Dragons szerepjáték híres szörnyetegéről, a beholderről nevezték el, vélhetően az egy évvel korábban megjelent – és az általuk indított rendszerhez hasonló stílusú – Eye of the Beholder számítógépes játék inspirációjára.

## A cég története és termékei

### Előzmények
A 80-as években Tihor Miklós és Mazán Zsolt az ELTE TTK programozó matematikus szakára jártak. Meghívást kaptak egy svédországi programozó versenyre ahol a házigazdák megmutatták az egyetemüket. Itt ismerték meg az Internetet és a „Multi-user Dungeon (MUD)” (szabad fordításban: több felhasználós labirintus) játék rendszerrel. Tihort és Mazánt lenyűgözte a rendszer és elhatározták, hogy Magyarországon is létrehoznak hasonlót, ahol több száz játékos játszhat együtt, harcolhat, beszélgethet az összekapcsolt gépek által. (Habár akkor még hazánkban az internet szinte teljesen ismeretlen volt). Az egyetem után Tihor Miklós a Novotrade Software Kft.-nél dolgozott mint játékfejlesztő. Ekkor újra foglalkoztatta a MUD egy módosított ötlete így – hogy felmérje az igényeket – feladott egy hirdetést az 576 KByte újságban. Közel 150 ember válaszolt a hirdetésre, amit Tihor kevesellt, habár az akkori viszonylatok között ez reális szám volt. Ekkor változtatva tervein egy levelezős játék (angolul „Play-by-Mail” vagy PBM) rendszerben kezdett inkább gondolkodni.

#### A levelezős szerepjáték
A levelezős játék eredete a 60-as évekre nyúlik vissza, ahol sakkpartikat játszottak így egymástól távol élő emberek. A rendszert később átvették a 70-es évektől egyre népszerűbb szerepjátékos közösségek. Az internetes közösségi játékok elődje volt ez és mint ilyen ideális a 90-es évek hazai technikai lehetőségekhez. A játék menete úgy történik, hogy a játékosok egy ún. utasításlapon (UL) elküldik az általuk irányított képzelt karakter (maximált) cselekvési utasításait levélben (pl.: menj keletre 3 mérföldet, aztán keress kincset), majd ezt – a modernebb változatban – a játékot működtető személyek betáplálták egy számítógépbe, az pedig létrehozza az eredményt, amelyet kinyomtatva visszaküldenek a játékosnak. Ez az ún. forduló. A levélhez grafikus térkép, karakterlap és tárgylista is volt mellékelve a kalandok és csaták szöveges leírása mellett. A játék különlegességét az adja, hogy egyrészt a kalandozások során véletlenszerűen generált szörny ellenfelekkel a harc végkimenetele számos paramétertől függően (erő, fegyverzet, páncélzat stb.) rendkívül változatos volt. Másrészt a virtuális világban – az egymástól a való világban távol élő – tagok találkozhatnak és bizonyos keretek között közösségi életet élhettek. Ezen felül az egész játéknak van egy kerettörténete is, mely befolyásolja az eseményeket.

### Túlélők Földje
Tihor Miklós egy nyaralás alatt felvázolta magában a „Túlélők Földje” fantasztikus világát, ahol egy világégés után a túlélők egy csodálatos mód épen maradt szörnyektől hemzsegő félszigetre menekülnek és próbálnak boldogulni. Neki is lát a programozásnak Borland C-ben, és 1991 végén már javában készülnek a játékelemek (szörnyek, térképek és tárgyak). Habár kollégái úgy tartották, hogy értelmetlen és kudarcra ítélt a projekt, de Tihor folytatja a fejlesztést és hamarosan világossá válik, hogy a fejlesztés teljes embert kíván.
1992-ben Tihor Miklós kilép a Novotrade-től és Mazán Zsolttal megalapítják a Beholder Bt.-t. Első gépük egy 386-os PC volt, és a levelezős játék fordulóit egy HP IIIP lézernyomtatóval nyomtatták ki. Elindult a játék éles tesztelése, amely során szűk baráti kör és családtagok kipróbálták a játékot, és a tapasztalatok alapján elvégezték a végső fejlesztéseket is. Végül a tesztelés lezárása után írtak néhány levelezőpartnernek és a korábbi 150 jelentkezőnek, akik még az 576 KByte újságban megjelent hirdetésre válaszoltak. A reakció rendkívül pozitív volt. Szinte mindenki válaszolt, jelentkezett a játékba és befizetett az első fordulóra, ami az egész vállalkozás pénzügyi alapját adta. Lényegében ezzel létrejött az első magyar levelezős szerepjáték, a Túlélők Földje (TF). Június 18-án elkezdődik az első fordulók betáplálása. Hamar világossá vált, hogy a 150 játékossal megsokasodtak a feladatok, és ráadásul, hogy híre ment a játéknak, özönleni kezdtek az új játékosok. Ekkor a Beholder Bt. még Tihor néhány négyzetméteres szobájában működött, itt folyt a fordulók kezelése és a fejlesztés, programozás. A technika is szűk keresztmetszet volt, hiszen a nyomtató maximális kapacitása 4 lap volt percenként, de némi fejlesztés után nyilvánvaló volt, hogy alkalmazottakra is szükség van. A játékot ismerő emberre volt szükségük így a cég első alkalmazottja a játékban kezdetek óta részt vevő Erdős Árpád lett (1993 májusában). Hamarosan egy külön lakást kellett bérelni, mert a vállalkozás kinőtte magát.
A játék sikere hozta az igényt, hogy a Beholder évente kétszer (júniusban illetve novemberben) élő találkozót is szervez. Az első egy párthelyiségben volt (Budapest, Lehel tér), de a várt 100 fő helyett legalább 200 rajongó jelent meg, ezért később már nagyobb helyiség után kellett nézni (Láng Művelődési Központ), és a találkozók népszerűsége csak tovább nőtt. Kiváló alkalom volt ez a játékosokkal való kapcsolattartásra. Ilyenkor került megrendezésre az ún. Alanori Olimpia, ahol a TF karakterei mérkőzhettek meg egymással.
A játék 2024-ben még mindig működik, bár a játékosok manapság közönséges levél helyett már e-mailben olvashatják el aktuális kalandjaikat. Olyan játékosok is vannak, akik több mint 30 éve játszanak folyamatosan a Túlélők Földjén. A Beholder Kft. elmondása szerint a játékot jelenleg is fejlesztik, új tartalmakkal bővítve azt minden évben.

### Bíborhold
1992-ben Tihor Miklós ismerősi köréből pár lelkes ember elindította az első fantasy és szerepjáték magazint a „Bíborholdat”, (később „Holdtöltét”). Tihor Miklós üzletileg ellenezte az újság ötletét, de lelkesedésből belevágtak. Külön vállalkozást alapítottak ODIN fantasy Bt. néven, amely a kiadásokat kezelte. Végül Tihor jóslata igaznak bizonyult és 1995-re a befektetett pénzt felélte a kiadó, így megszűnt, de ugyanakkor a Beholder Bt. számára kiváló marketing csatorna volt, ami a vállalkozást tovább fejlesztette. Nem is beszélve arról, hogy a szerepjáték közösség fontos szaklapja volt ez idő alatt, ami szerepet aztán más újságok vettek át.

### Hatalom Kártyái kártyajáték
1995-ben a Beholder Kft. új profil felé nyitott, és a Magic: The Gathering (MTG) kártyajáték mintájára piacra dobta saját magyar nyelvű gyűjtögetős kártyajátékát, a Túlélők Földje (TF) világán alapuló Hatalom Kártyáit (HKK). A játék hihetetlen siker lett – a céget is meglepte –, mert a piacon nagy igény volt már a MTG-hez hasonló magyar nyelvű játékra. Üzletileg is kiváló lépés volt, hiszen a kártya háttértörténete marketing szempontból a TF levelezős játékát is támogatta és ez visszafelé is igaz volt, hiszen az első játékosok a TF játékosai közül kerültek ki. A Beholder Kft. számára a HKK üzleti sikere nagyban hozzájárult, hogy az amúgy hullámzó szerepjátékiparban talpon maradtak. A nagy sikert látva több konkurens is próbálkozott saját gyűjtögetős kártya rendszer kibocsátásával, de senkinek sem tudta a Beholder Kft. sikereit megismételni. Később ahogy a szerepjáték jelentősége visszaesett a kártyajáték is veszítette lendületéből, de mai napig létezik. 2024-re a Hatalom Kártyái alapcsomagjának 11 kiadása, 44 nagyobb, és rengeteg kisebb kiegészítője jelent meg. Jelenleg körülbelül 10500 különböző kártyalap létezik. A Hatalom Kártyái alapcsomagot és több kiegészítőt cseh nyelven is megjelentették Wastelands néven. Egyes új kártyacsomag-kiadásokat a rajongók negatívan értékelték, mert érzésük szerint borult a játék megszokott egyensúlya. 2012-ben elindult a játék online verziója is amely gazdasági okok miatt véget is ért 2013-ban. A kártyákat 2020 óta az egyik legnagyobb nemzetközi kártyanyomda, a Cartamundi gyártja. Az utóbbi évek érdekességei közé tartoznak a teljes kártyalapot befedő grafikákkal megjelenő ún. "full art" lapok és a csillogó fóliával szebbé varázsolt "foil" kártyák.

### Egyéb tevékenységek
A TF és a HKK mellett a Beholder Bt. – az ágazat nyugati tapasztalataira alapozva – több profilba is belevágott, több-kevesebb sikerrel.
Befektetés és marketing szempontból elkészül az első TF világán játszódó regény, ami a Túlélők címet kapta és 1995-ben jelent meg. A rajongók kedvelték, de a könyves piacon a fogadtatás visszafogott volt, ami betudható annak, hogy a játékot nem játszók számára érdektelen, és nem kellően jó minőségű volt a regény. Később több könyv is készült.
1996-ban, a Beholder Kft. egy havonta megjelenő magazint indított Alanori Krónika címmel. A Bíborholddal ellentétben ez a újság inkább volt tekinthető a Beholder Bt. saját termékeinek kiegészítőjeként. Korábban Ghalla News néven létezett egy belső újság, de ez szerényebb tartalommal rendelkezett. A folyóirat utolsó, 149. száma 2008 decemberében jelent meg.
Továbbá elkezdték értékesíteni az Amerikában 1989-ben publikált cyberpunk fantasy szerepjátékot, a Shadowrunt, és a hozzá kapcsolódó regényeket. Ezek többsége angol nyelvű könyvek fordítása (pl. Raymond E. Feist, Robert Jordan és más fantasyszerzők művei, de ők adták ki a FASA Corporation Shadowrun és Battletech sorozatát is).
A 90-es évek közepén a TF sikere töretlen. A játékrendszert nem ekkora terhelésre tervezték, de a fejlesztésekkel igyekeznek formában tartani a játékot. Felmerül az ötlet, hogy az eddigi tapasztalatok alapján létre kellene hozni egy új és jobban tervezett levelezős szerepjátékot, természetesen egy más világra építve. Nem a TF helyett akarták, hanem amellett. Körvonalazódott és elindult a Káosz Galaktika (KG) sci-fi környezetben játszódó új játék tervezése, Petrás Gábor vezetésével. Hosszas – majd másfél éves – programozás és tesztelés után 1997-ben elindult a játék, amelynek bázisát a TF játékosok adják, de a siker elmarad, a játékosoknak nem tetszett a KG, így idővel meg is szűnt.
Másodszorra a tervezők már nem rugaszkodtak el annyira a TF világától, és az Ősök Városa 1999-ben, már a Túlélők Földjének sötét jövőjét festette le. Az Ősök Városa jelenleg is üzemel. Két további kártyajátékot is kiadtak Káosz Galaktika és Álomfogó címmel. Utóbbi Böszörményi Gyula magyar író Álomfogó világán alapul.
A 2000-es évek után a szerepjáték hullám lecsengett, és az internet elterjedése jócskán átformálta az iparágat, így a cégnek is lépést kellett tartania. 2002-ben indította el első internetböngésző-alapú játékát, a Kalandok Földjét, amelyet Mazán Zsolt programozott. Következő böngésző alapú játékuk a Sárkányölő, egy teljesen ingyenes fantasy játék volt, amely leginkább arra szolgált, hogy új játékosokat toborozzon a cég többi játékához.
A Beholder 2008 szeptemberében rukkolt elő következő böngészős játékával, a Végzetúrral. A játékban fantasy karakterek fejleszthetők, amelyek más játékosokkal is versenghetnek és harcolhatnak. A Beholder többi játékához hasonlóan itt is folyamatosan fejlesztették a játékkörnyezetet, új lehetőségekkel bővítve a játékot. Egyedi kihívást jelent a játékba épített kvíz, amelynek adatbázisában kb. 200 000 kérdés szerepel. 2010 márciusában a játék magyar verziójában körülbelül 50 000 regisztrált karakter játszott. 2009 júliusában elindult a Végzetúr angol nyelvű változata is, Doomlord címmel. 2011-ben elindult a szlovák és az orosz verzió, illetve 2013-ban Seigneur des ruines néven a játék francia változata is megjelent.
2011 márciusában elkészült a Beholder újabb böngészős játéka, a Flash-alapú Mágia Mesterei. A játékosok különböző kasztokat választhatnak, és több helyszínen kell kalandokat teljesíteniük, illetve szintlépésekkel fejlődniük. Bizonyos tulajdonságok elérése esetén kasztot válthatnak, melyek segítségével speciális, csak az adott kaszt által elérhető küldetéseket is teljesíthetnek. A játék talán a hagyományos asztali szerepjátékokkal hozható párhuzamba, bár mindenki egyénileg kalandozik. Folyamatosan fejlesztették, új küldetésadó helyszíneket hoztak létre.
2019-ben a cég új játékot indított Argum City néven. Ebben a böngésző alapú és androidos játékban a játékosok a saját cégeiket vezetik. A játék sokszínű, mindenki megtalálhatja benne a neki tetsző elfoglaltságokat. Fejlesztheti a cégét és birtokát, a robotokat építhet, amiket harci arénában tesztelhet, saját kedvenceket nevelgethet, a kalandokra mehet a bátor alkalmazottaival, autóversenyes és más minijátékokat játszhat.

## Játékok
- Túlélők Földje, levelezős játék (1992)
- Hatalom Kártyái, gyűjtögetős kártyajáték (1995)
- Káosz Galaktika, levelezős játék (1997)
- Ősök Városa, levelezős játék (1999)
- Káosz Galaktika, gyűjtögetős kártyajáték (1999)
- Kalandok Földje, böngészős játék (2002)
- Sárkányölő, böngészős játék (2004)
- Álomfogó, gyűjtögetős kártyajáték (2007)
- Végzetúr, böngészős játék (2008)
- Doomlord, a Végzetúr angol változata (2009)
- Mágia Mesterei, Flash-alapú böngészős játék (2011)
- Vladca Osudu, a Végzetúr szlovák és orosz változata (2011)
- Seigneur des ruines, a Végzetúr francia változata (2013)
- Argum City, böngésző alapú Androidos játék (2019)